# 海上世界文化艺术中心
海上世界文化艺术中心（英文：Sea World Culture and Arts Center）是深圳蛇口海上世界發展項目中的臨海多用途文化藝術中心，位於深圳蛇口海上世界對出的海邊。

## 概况
中心由招商局集團下属招商蛇口與英國维多利亚和阿尔伯特博物馆（V＆A）合作發展，并由专设的“设计互联”综合体管理，后者是V＆A在中国联合创办的唯一文化机构。

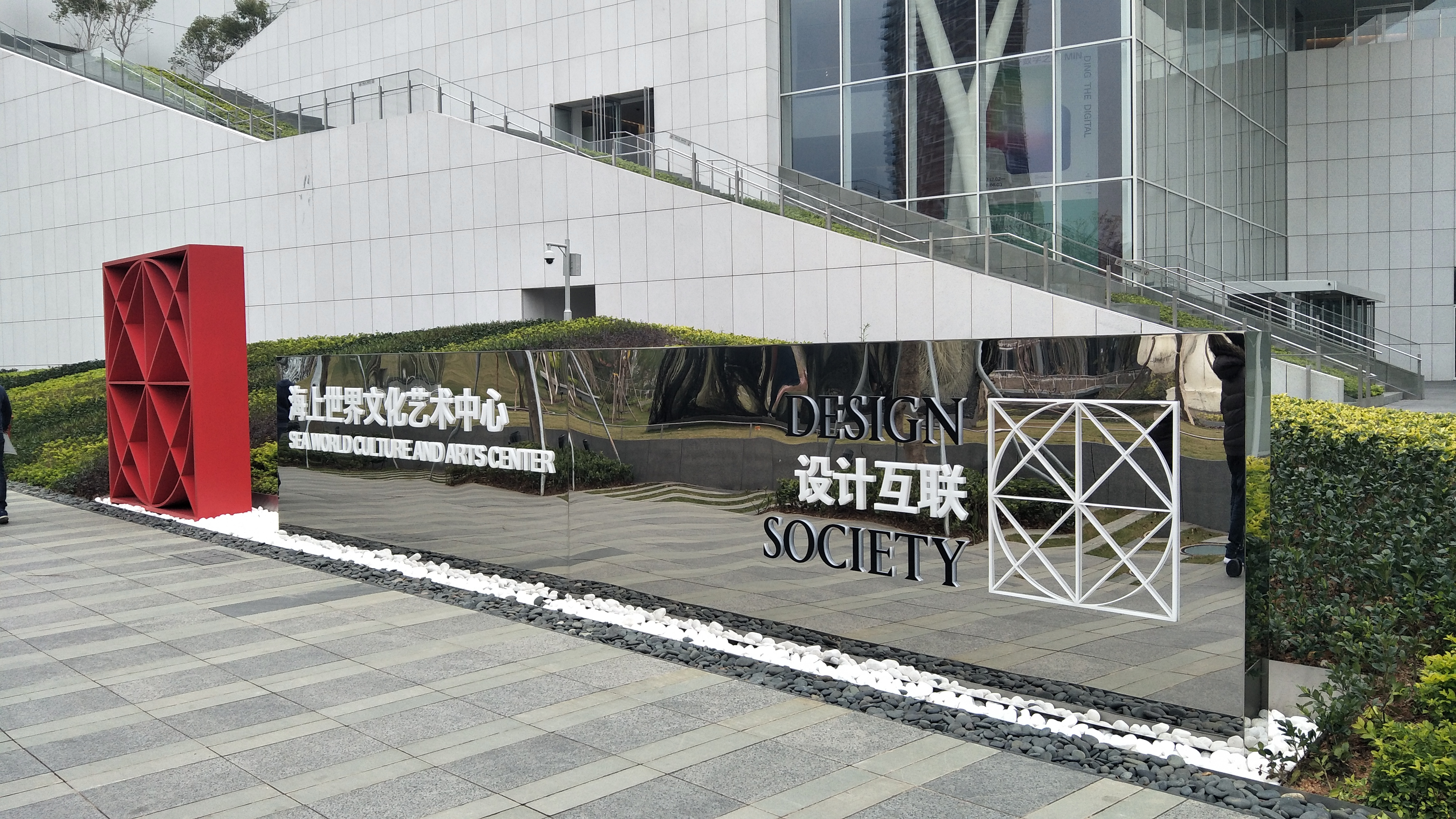
招牌

中心由普利兹克建筑奖得主槙文彥设计，是其在中國內地首個建築項目，及於2017年12月2日開幕。被评为时代周刊2018年度全球百佳目的地之一。
中心的建築分為兩部分：雕塑平台（包括展館、零售店舖）和三個悬臂式盒子（內設影院、餐廳和一個多用途空間）。
建筑周边的绿化与景观由槇综合计画事务所与Studio on site 合作设计。

## 组成部分
海上世界文化艺术中心分为四个展览空间（主展馆，V＆A馆，园景展馆，深圳联合国教科文组织馆），境山剧场，视界厅，以及艺术购物，学习，饮食的商业区。
其中V＆A馆又被称为英国V&A博物馆深圳馆，展示东西方设计领域的变化发展。为V＆A首次到海外开设分馆。
开馆第二年曾有开设蛇口改革开放博物馆，展示有蛇口的发展历史和相关物品，不过现已关闭。

### V＆A馆
以展示近现代设计领域的发展为主题，由V＆A的藏品为主，除了“设计的价值在中国”为常设展外，均为周年展。

### 蛇口改革开放博物馆
以蛇口的发展史为主线，展示了与蛇口有关的文件资料，产品，纪念物等。

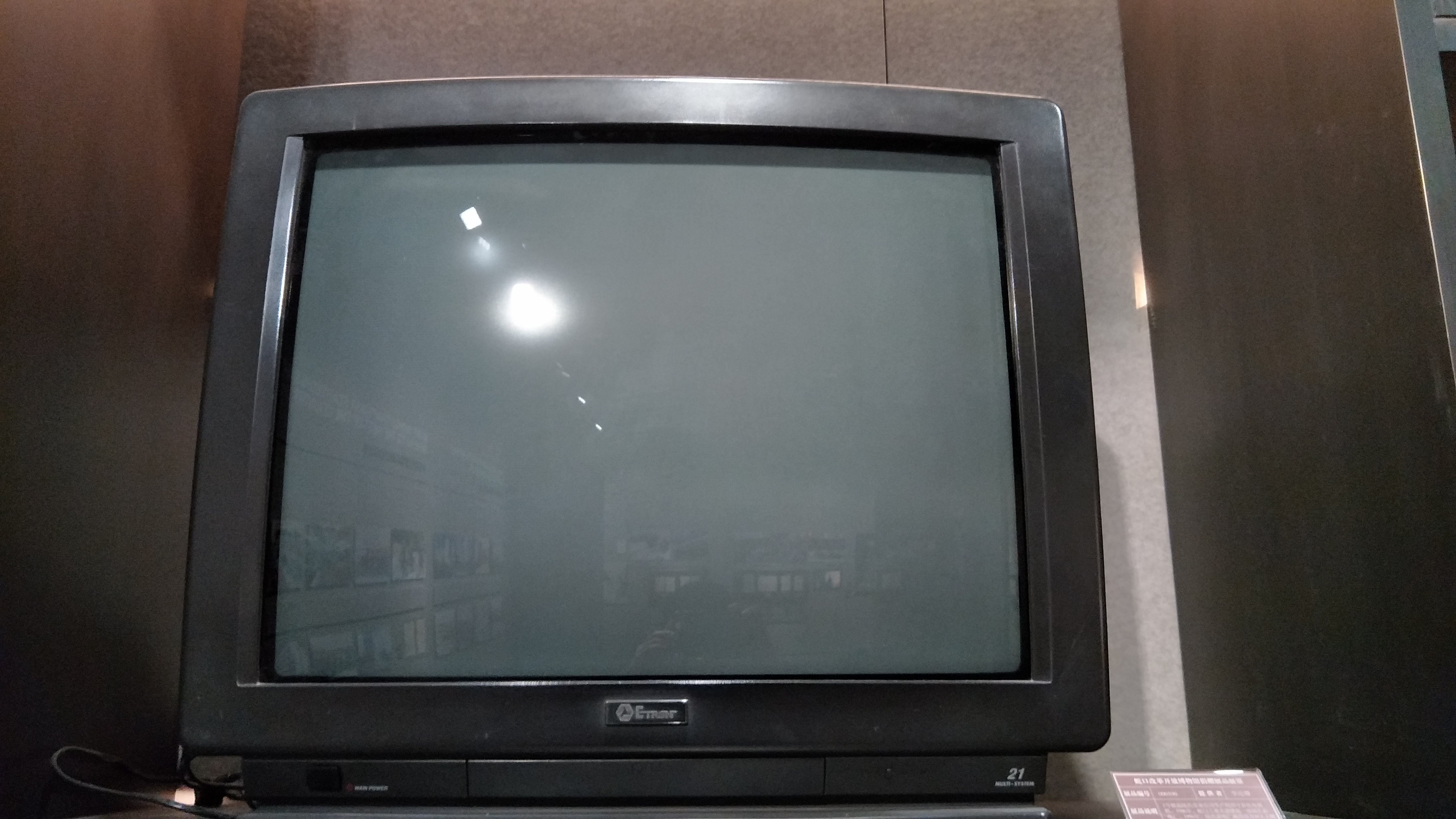
展出的由陆氏实业蛇口公司生产的佳丽彩电视机
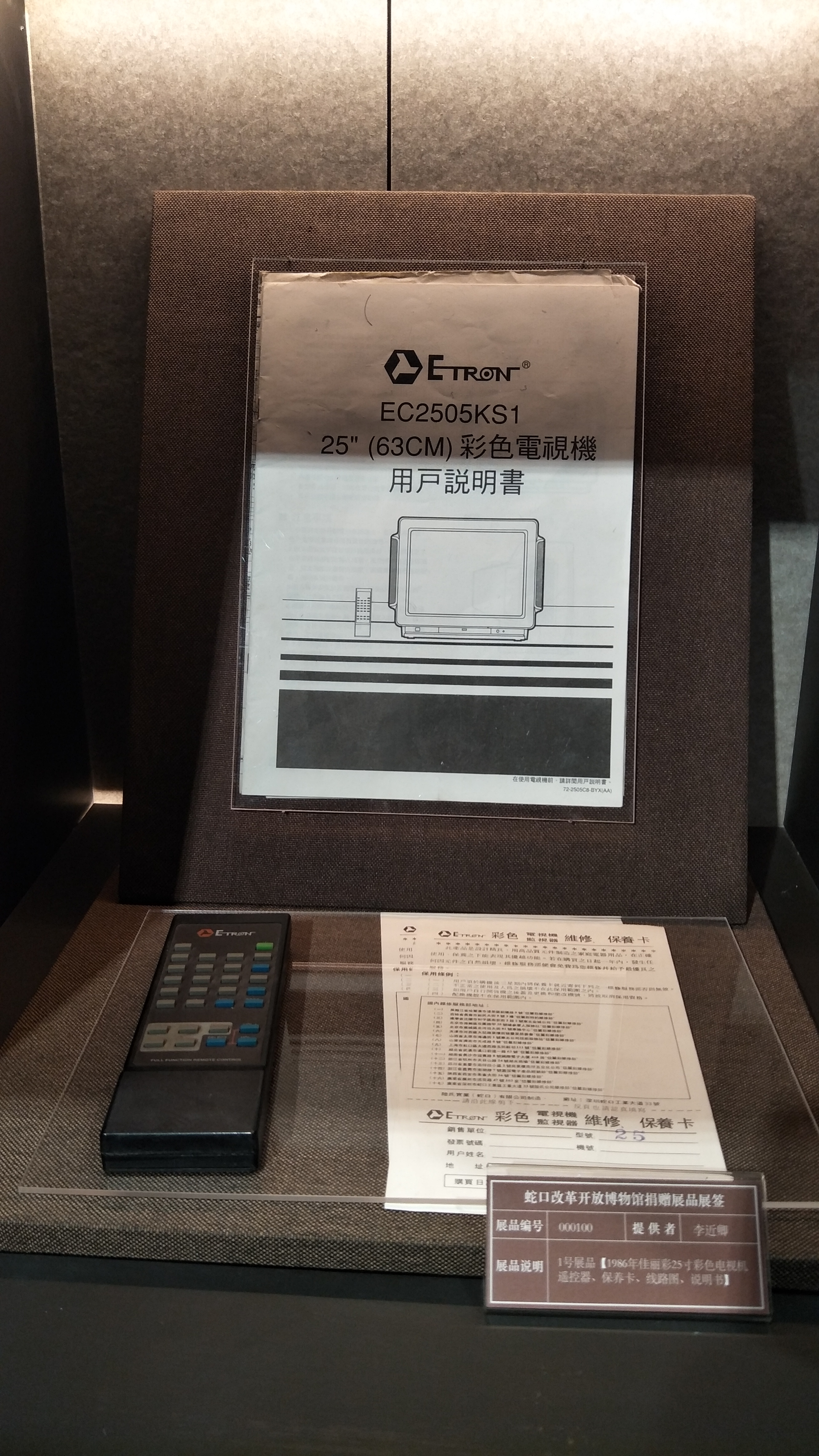
佳丽彩电视说明书

## 活動及展覽

### V＆A馆
当前：设计的价值在中国（2020.1.19—），源于自然的时尚（包括展中展“衣从万物·中国今夕时尚”）（2020.12.19-2021.6.6）